# Аргонавты Вселенной
«Аргона́вты Вселе́нной» (укр. Аргонавти Всесвіту) — научно-фантастический роман украинского советского писателя Владимира Владко, впервые опубликованный в 1935 году. Произведение посвящено первой советской экспедиции на Венеру, где экипаж космического корабля «Венера-1» сталкивается с доисторической природой планеты и ищет вымышленный элемент ультразолото. Роман, основанный на научных представлениях первой половины XX века, стал одним из первых крупных украинских произведений о межпланетных путешествиях и оказал влияние на развитие советской фантастики, включая фильмы и произведения братьев Стругацких.
В 1950-е годы году Владко переработал роман, учитывая новые научные данные и отзывы читателей, которых после первого издания поступило более полутора тысяч. Критики высоко оценили динамичный сюжет и оптимистичный дух произведения. Переведённый на японский и хорватский языки, роман остаётся памятником украинской и советской литературы, продолжает переиздаваться.

## Сюжет и персонажи

### Персонажи
- Николай Петрович Рындин — руководитель экспедиции, профессор астрономии (прототип Н. А. Рынин).
- Вадим Петрович Сокол — геолог и химик, молодой учёный, ищущий ультразолото.
- Ван Лун — китайский учёный-энергетик.
- Галина Рыжико — студентка, случайно попавшая на корабль.

### Сюжет
Действие романа происходит в конце 1950-х годов. Советский Союз отправляет экспедицию на Венеру на корабле «Венера-1», стартующем с эстакады на горе Казбек. Экипаж, названный «аргонавтами Вселенной», ищет ультразолото — трансурановый элемент, сохранившийся в коре молодой планеты. Во время полёта команда преодолевает невесомость, метеоритные потоки и таинственное излучение. На Венере космонавты обнаруживают джунгли, населённые гигантскими насекомыми и драконоподобными существами. Галина Рыжико замечает «дракона», что вызывает панику, но Рындин организует исследование планеты. Экспедиция добывает ультразолото и успешно возвращается на Землю, демонстрируя триумф науки и коллективизма.

## История создания

Владимир Николаевич Владко

Владимир Владко начал работу над «Аргонавтами Вселенной» в начале 1930-х годов, анонс романа последовал в конце 1933 года в киевском журнале «Знання та праця», однако публикация началась только в 1935 году и продолжалась в номерах от 1 до 21. Книжное издание украинского Детиздата последовало в том же году. В следующем году кинорежиссёр А. Птушко запустил проект фильма «Утренняя звезда» — об экспедиции на Венеру, и выдвигалась версия, что Птушко, работавший в Киеве, мог познакомиться с публикацией романа. «Аргонавты Вселенной» стали первым крупным произведением Владко о межпланетных путешествиях. Автор стремился сочетать научные гипотезы с приключенческим сюжетом, что отражало дух эпохи, когда Советский Союз активно развивал авиацию и мечтал о космосе.
После выхода первого издания Владко получил более 1500 писем от читателей, что побудило его переработать роман, уточняя научные детали и усиливая идеологическую составляющую. Второе издание сопровождалось новой обложкой, изображавшей космический корабль на фоне Венеры, что способствовало популярности книги среди молодёжи.

## Литературные особенности
«Аргонавты Вселенной» отражают оптимизм советской эпохи и веру в безграничные возможности науки. Название отсылает к мифу об аргонавтах, символизируя стремление человечества к новым горизонтам. Роман подчёркивает коллективизм: экипаж, включающий учёных разных национальностей, работает сообща ради общей цели. Венера изображена как утопическое пространство, где человечество может начать новую эру исследований. Однако современные критики отмечают идеологическую нагрузку произведения, характерную для советской литературы 1930-х годов, где наука служит целям государства.
Роман основан на гипотезах о Венере как планете с доисторической природой, популярных в 1930-х годах. Владко предсказал использование эстакад для космических запусков, что перекликается с идеями Циолковского о рельсовых системах. Однако представление о Венере как джунглях оказалось ошибочным после исследований 1960-х годов, показавших её раскалённую атмосферу.
Советские критики высоко оценили «Аргонавты Вселенной» за динамичный сюжет и популяризацию науки. Литературная газета в 1936 году назвала роман «ярким примером советской фантастики, вдохновляющей молодёжь». Читатели, особенно школьники, активно обсуждали книгу, что подтверждается 1500 письмами автору. Космонавт Павел Попович в 1962 году отметил, что роман вдохновил его на выбор профессии.
Современные исследователи подчёркивают историческую ценность романа как одного из первых украинских научно-фантастических произведений. Галина Сиваченко отмечает, что «Аргонавты Вселенной» предвосхитили космическую эру, несмотря на научные неточности. Роман повлиял на советскую фантастику, включая фильм «Космический рейс» (1936) и произведения братьев Стругацких, которые также исследовали темы межпланетных экспедиций.

### Рецензии
- Беляев А. Р. «Аргонавты Вселенной»: [Рец. на одноименный роман В. Владка] // Детская литература. — 1939. — № 5. — С. 51—55.
- Т. К. [Рец. на книгу «Аргонавты Вселенной»] // Красная новь, 1940, № 4 — С. 220—221.
- Покорители космоса: [Рец. на книгу В. Владка «Аргонавты Вселенной»] // Вокруг света, 1958, № 1 — С. 59.
- Никитин В. М. Владимир Владко «Аргонавты вселенной». Лаборатория фантастики (22 декабря 2020). Дата обращения: 14 июня 2025.
- Літературний жанр, що вимагає серйозної уваги (Лист із Харкова): [Критична стаття про твори Володимира Владка] // Літературна газета, 1936, 23 грудня (№ 59) — С. 4.
- Мирон Степняк. Новий зразок українського науково-фантастичного роману: [Рец. на роман В. Владка «Аргонавти Всесвіту»] // Літературний журнал, 1937, № 3 — С. 107—122.
- М. Руденчук [М. Пивоваров]. Герой радянської фантастики: [Рец. на роман В. Владка «Аргонавти Всесвіту»] // Літературна газета, 1941, 6 червня.
- М. Гріневський. Фантастика і дійсність: [Рец. на роман В. Владка «Аргонавти Всесвіту»] // Вітчизна, 1948, № 4 — С. 170—172.
- О. Осипов. Астроплан летить на Венеру: [Рец. на роман В. Владка «Аргонавти Всесвіту»] // Знання та праця, 1957, № 3 — С. 29.
- Олександр Білецький. В. Владко і проблеми науково-фантастичного жанру // О. Білецький. Письменник і епоха. — Київ: Держлітвидав України, 1963 — С. 336—347.
- Л. Полушкіна. Правдивість неймовірного (нотатки про сучасну українську фантастику): [Про причини популярності жанру та про такі твори: романи В. Владка «Залізний бунт», «Аргонавти Всесвіту», повість М. Дашкієва «Володар світу», збірку Ю. Герасименка «Кожен бачить сонце», повість Ю. Бедзика "Над планетою «Левіафан», творах малої прози] // Весняні обрії. — Київ: Веселка, 1971 — С. 19—40.

### Монографии и статьи
- «Аргонавты Вселенной»: как украинцы полетели на Венеру. Историческая правда. Дата обращения: 13 мая 2025. Архивировано 6 сентября 2016 года.
- Циолковский, К. Э. Путь к звёздам. — Москва : Изд-во АН СССР, 1960. — P. 89.